# Tipula timberlakei
Tipula timberlakei är en tvåvingeart som beskrevs av Alexander 1947. Tipula timberlakei ingår i släktet Tipula och familjen storharkrankar. Inga underarter finns listade i Catalogue of Life.